# Celles-sur-Belle
Celles-sur-Belle là một xã trong tỉnh Deux-Sèvres trong vùng Nouvelle-Aquitaine ở phía tây nước Pháp. Xã này nằm ở khu vực có độ cao từ 60-162 mét trên mực nước biển.